# Gleitmittel
Mit Gleitmittel, Gleitgel oder Gleitcreme werden zähe Flüssigkeiten, die als Schmierstoff der Reibungsminderung dienen, bezeichnet. Sie werden in der Medizin, in der Technik, im Handwerk oder auch für sexuelle Praktiken angewandt.

## Technik und Labor
In der Technik wird für die reibungshemmende Stoffe allgemein der Begriff Schmierstoff verwendet. Jedoch ist in bestimmten Bereichen und bei einigen Produkten auch der Begriff Gleitmittel üblich. So dienen Gleitmittel beispielsweise der Montage von Schlauch- und Rohrverbindungen, die auf entsprechende Anschlüsse geschoben werden müssen. Auch bei der Montage eines Autoreifens auf die Felge wird der Felgenrand mit einem Gleitmittel eingepinselt, damit der Gummireifen leichter in die Felge rutscht. Auch die Montage von Zweiradreifen gelingt besser mit Reifenmontierwachs.

## Kunststofftechnik
Bei Kunststoffen werden durch den Einsatz von Gleitmittel-Additiven die Gleiteigenschaften gezielt verändert. Die wichtigste externe Wirkung von Gleitmitteln ist die Reduzierung der Haftung der heißen Polymerschmelze an Oberflächen. Es wird dabei zwischen „inneren“ und „äußeren“ Gleitmitteln unterschieden. Innere Gleitmittel stellen im Polymer lösliche Viskositätsminderer dar, die die Fließfähigkeit der Polymerschmelze erhöhen, während äußere Gleitmittel im Polymer unverträglich sind. Sie werden während und nach der Verarbeitung an die Oberfläche des Kunststoffes gedrängt. Als polare Gruppen werden in Gleitmitteln vor allem Alkohole, Säuren, Seifen, Amide und Ester eingesetzt. In polaren Kunststoffen wie PVC kommen natürlich auch rein unpolare Stoffe, wie Polyolefinwachse als Gleitmittel zum Einsatz. Marktgängige Gleitmittel sind in feinen Abstufungen zwischen rein äußerer und rein innerer Wirkung und damit auch in sehr unterschiedlicher Polarität erhältlich. Sie werden verarbeitungsfähigen Mischungen in Zugabenmengen von 0,2 % bis 2 % zugesetzt.

## Medizin
Ein Gleitmittel wird für das Einführen von Sonden, Endoskopen oder Ultraschallköpfen in den Körper durch natürliche Öffnungen genutzt, um Hautirritationen möglichst gering zu halten.
Beispiele sind das Einführen von Magensonden, Wendltuben, Blasenkathetern, Endotrachealtuben bei der Intubation oder bei der Rektoskopie. Häufig enthalten medizinische Gleitmittel einen Zusatz an einem Desinfektionsmittel wie z. B. Endosgel oder einem Lokalanästhetikum, wie z. B. dem Lidocain oder dem desinfizierend und anästhesierend wirkenden Katheter-Gleitmittel Instillagel (Chlorhexidindigluconat und Lidocainhydrochlorid enthaltend), da gerade Schleimhäute sehr schmerzempfindlich sind, aber gleichzeitig auch das Medikament schnell resorbieren.
In der Geburtshilfe können Gleitmittel sowohl in der Eröffnungs- als auch in der Austreibungsphase eingesetzt werden, um den Geburtsvorgang zu erleichtern. Schon im Altertum wird die Anwendung von Olivenöl als Gleitmittel in der Veterinärmedizin, der Gynäkologie und der Geburtshilfe erwähnt. Aus Gründen der Nebenwirkungen wie Allergien, Infektionen und Fremdreaktionen wurden in den letzten beiden Jahrhunderten Gleitmittel in der Geburtshilfe kaum eingesetzt. Durch moderne Entwicklungen existieren mittlerweile polymere Gele, die die Anforderungen an ein geburtshilfliches Gleitmittel (Sterilität, Hypoallergenität, Schleimhautverträglichkeit etc.) erfüllen.
Des Weiteren werden Gleitmittel in der Massagetherapie, einem Teilgebiet der physikalischen Medizin, angewendet. Dabei wird der Einsatz von Gleitmitteln kontrovers diskutiert.

## Sexualität

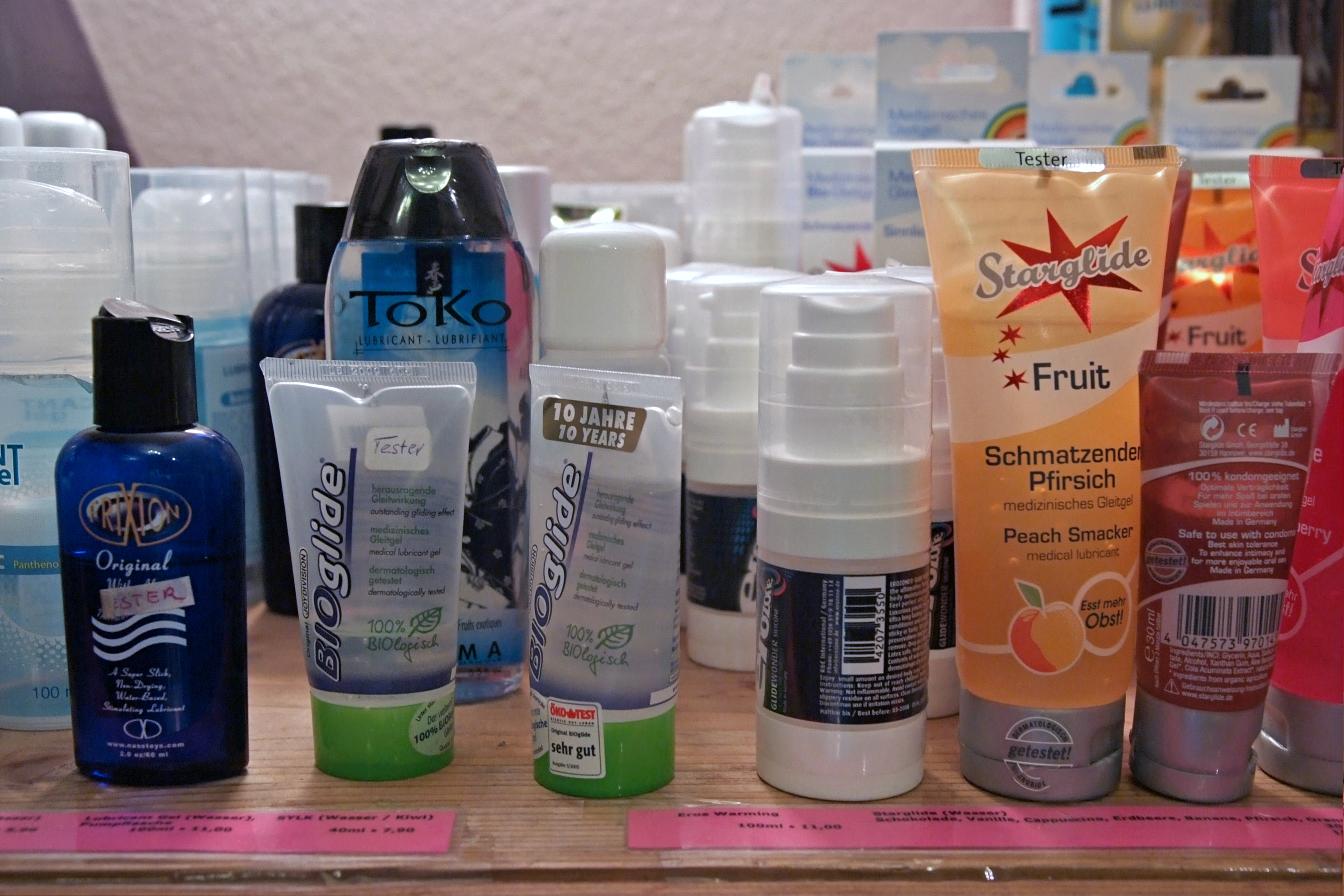
Verschiedene Gleitmittel

Gleitmittel für die Anwendung an den äußeren Genitalien dienen der Verminderung der Reibung an den Schleimhäuten. Sie können bei der Frau eine zu geringe natürliche Lubrikation ausgleichen. Gleitmittel sind kurz vor der genitalen Stimulation (sexuelles Vorspiel) und vor dem Geschlechtsverkehr einzusetzen. Sie verbessern die Stimulation der Klitoris beim Vorspiel und erleichtern das Eindringen des Penis in die Vagina bzw. in den Anus. Auch bei der Selbstbefriedigung und bei allen Sexualpraktiken mit manueller Stimulation finden Gleitmittel zu diesem Zweck Verwendung. Sie befeuchten trockene Schleimhaut, verhindern Schmerzen oder  werden zur Bereicherung des Liebeslebens verwendet.
Gleitmittel, die nicht auf Wasser oder auf Silikonöl basieren, können Kunststoff-Sexspielzeug oder zur Empfängnisverhütung verwendete Kondome beschädigen. Diese werden üblicherweise aus Naturkautschuk-Latex hergestellt und können daher bei Kontakt mit organischen Ölen und fetthaltigen Lotionen reagieren und dadurch reißen oder zumindest für Viren durchlässig werden. Im Fall der Kondome ist Schutz vor Schwangerschaft oder sexuell übertragbaren Krankheiten in so einem Fall nicht mehr gewährleistet.
Eine Studie an 2453 Frauen über einen Zeitraum von fünf Wochen, in der die Frauen der Verwendung eines von sechs verschiedenen Gleitmitteln zugeordnet wurden, erfasste Tagebuchdaten mit Berichten über ihre Erfahrung bei der Masturbation, beim Vaginal- und Analverkehr. Hierbei wurden Gleitmittel auf Wasserbasis und Silikonbasis verglichen. Bewertet wurden das sexuelle Vergnügen, die Zufriedenheit und eventuelle genitale Symptome. Beide Gleitmittelarten führten zu einem höheren Maß an sexueller Lust beim Solo-Sex und beim Vaginalsex. Die Zufriedenheit beim Analverkehr erhöhte sich mit wasserbasierten Gleitmitteln. Gleitmittel auf Wasserbasis waren mit weniger genitalen Symptomen verbunden als die silikonbasierten. Beide Gleitmittelarten führten für die Frauen zu einem signifikant höheren Maß an sexueller Befriedigung.